# Джгут

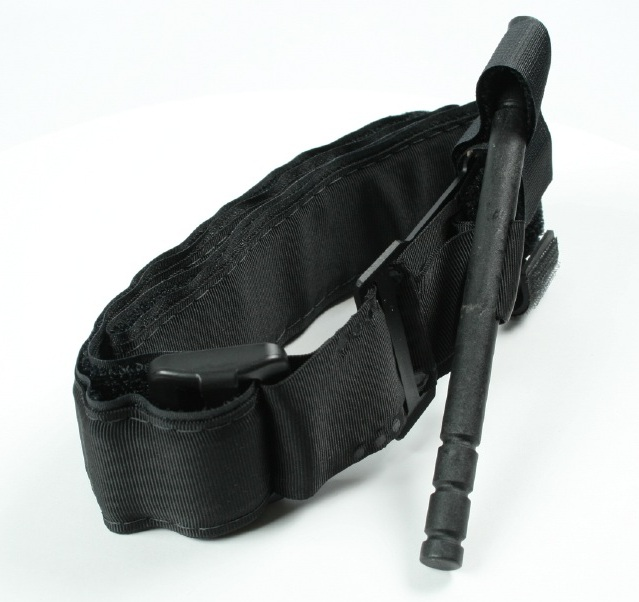
Турнікет — армійський зразок

джгут зі спеціальним кріпленням.|thumb]]
Джгут або турніке́т (англ. tourniquet) — засіб для тимчасової зупинки кровотечі з магістральних судин кінцівки шляхом колового перетискання кінцівки та стискання її тканин (в першу чергу кровоносних судин).
Джгут застосовують також для знекровлення тканин при операціях на пальці, кисті та стопі, ампутаціях кінцівок. Для стискання венозних судин венозний джгут накладають при венепункціях і з метою регіонарної внутрішньокісткової та внутрішньовенної анестезії.

## Види

### Джгут Есмарха
Джгут Есмарха, товста гумова трубка із гачками та ланцюжком на кінцях для закріплення джгута. Сучасна версія джгут SWAT.

### Стрічковий джгут

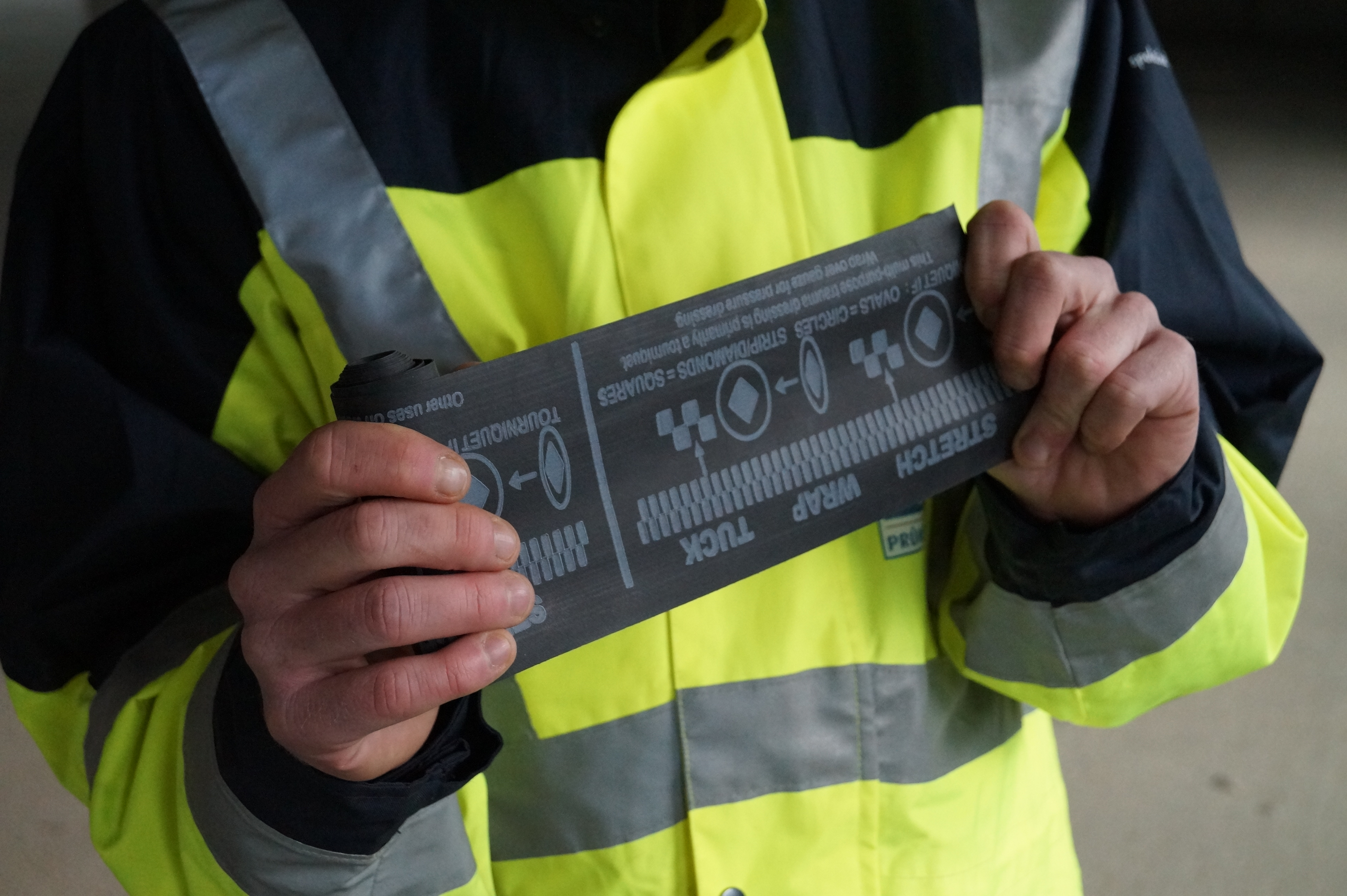
Стрічковий турнікет типу SWAT®2

Стрічковий джгут (артеріальний джгут) — гумова або силіконова смужка шириною 3-4 см або 5-6 см та товщиною не менше 4 мм. Джгут типу SWAT — ширина 10-15 см та товщина 2-3 мм. Гумовий бинт (бинт Мартенса) — ширина 5-6 см.
Для зупинки кровотечі з судин верхніх кінцівок та знекровлення кінцівки під час операції застосовують стрічковий джгут, виготовлений із еластичної гуми шириною 5-6 см. Накладають його на попередньо підняту кінцівку ходами від периферії до центру і зав'язують. Перевагою цього джгута є низька вартість при виготовленні, однак істотним недоліком є швидка втрата міцності під впливом зовнішніх факторів середовища: ультрафіолет, дощ, спека, холод. Також цей джгут не вдасться застосувати зверху на одяг (особливо в зимовий період). У бойових умовах однією рукою накласти джгут вкрай важко, а за певних обставин навіть неможливо. Відомі моделі Джгут гумовий кровоспинний типу Есмарха коричневий (Україна), SWAT Tourniquet виробництва TEMS Solutions (США), Бинт Мартенса (Україна).
Такий вид джгута, який має сертифікацію тільки для цивільного використання, не рекомендують для комплектації аптечок військових.

### Трубчастий джгут
[[Файл:Purpose made tourniquet.jpg|250px|Сучасний венозний 

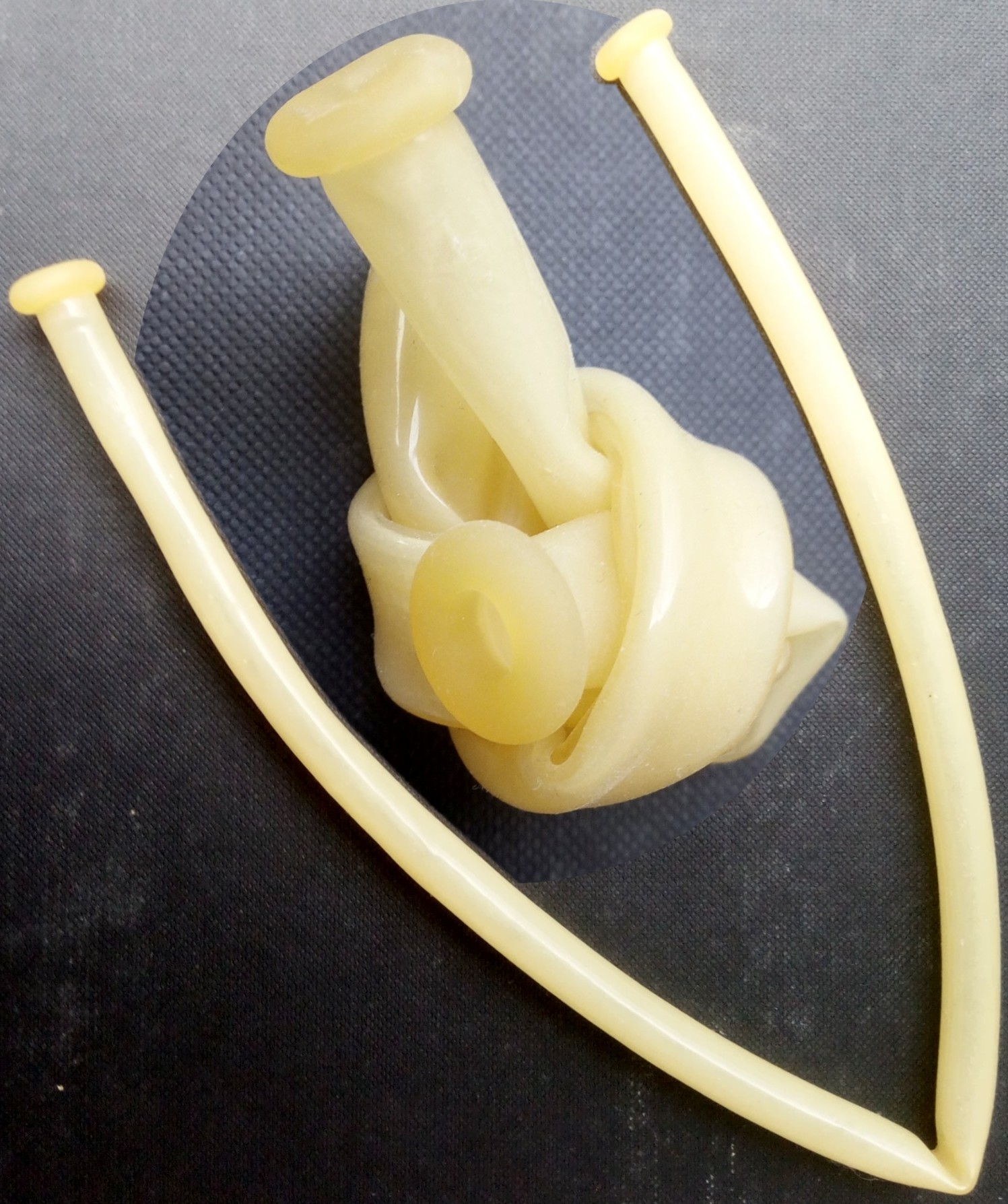
Трубчастий венозний джгут з латекса.

Трубчастий джгут (венозний джгут) — гумова трубка діаметром до 1 см та товщиною стінки 2-3 мм. Для зупинки венозних кровотеч з поверхневих судин кінцівок. Також у лікувальних закладах його використовують для перетискання поверхневих вен для проведення внутрішньовенних введень ліків. Даний вид джгута не можна використовувати для зупинки артеріальних кровотеч.

### Турнікет
Турнікет в медицині — пристосування для тимчасової зупинки критичної кровотечі. Сучасний турнікет випускається в промислових умовах й активно застосовується для надання першої медичної допомоги в цивільних та бойових умовах, та умовах масових ушкоджень.
Перевагою цього виду джгута є краща стійкість до шкідливих та руйнівних факторів зовнішнього середовища, можливість накладання зверху на одяг, контрольоване стискання та послаблення, використання однією рукою. Важливим недоліком є наявність різноманітних модифікацій, необхідність навчитись його накладати та відповідно вища вартість у порівнянні із звичайним джгутом.

### Пневматичний турнікет
Пневматичний турнікет (хірургічний джгут) — складний пристрій, який використовують для зупинки кровотечі та знекровлення тканин в стаціонарних лікувальних закладах та операційних. Пристрій складається з електричного насосу з системою регулювання подачі-випуску повітря, манжета та системи подачі повітря в манжет. Оскільки пристрій є технологічним та залежним від мережі електроживлення, особливої популярності для ПМД він не набув, однак успішно використовується в травматології та загальній хірургії.

### Імпровізований джгут

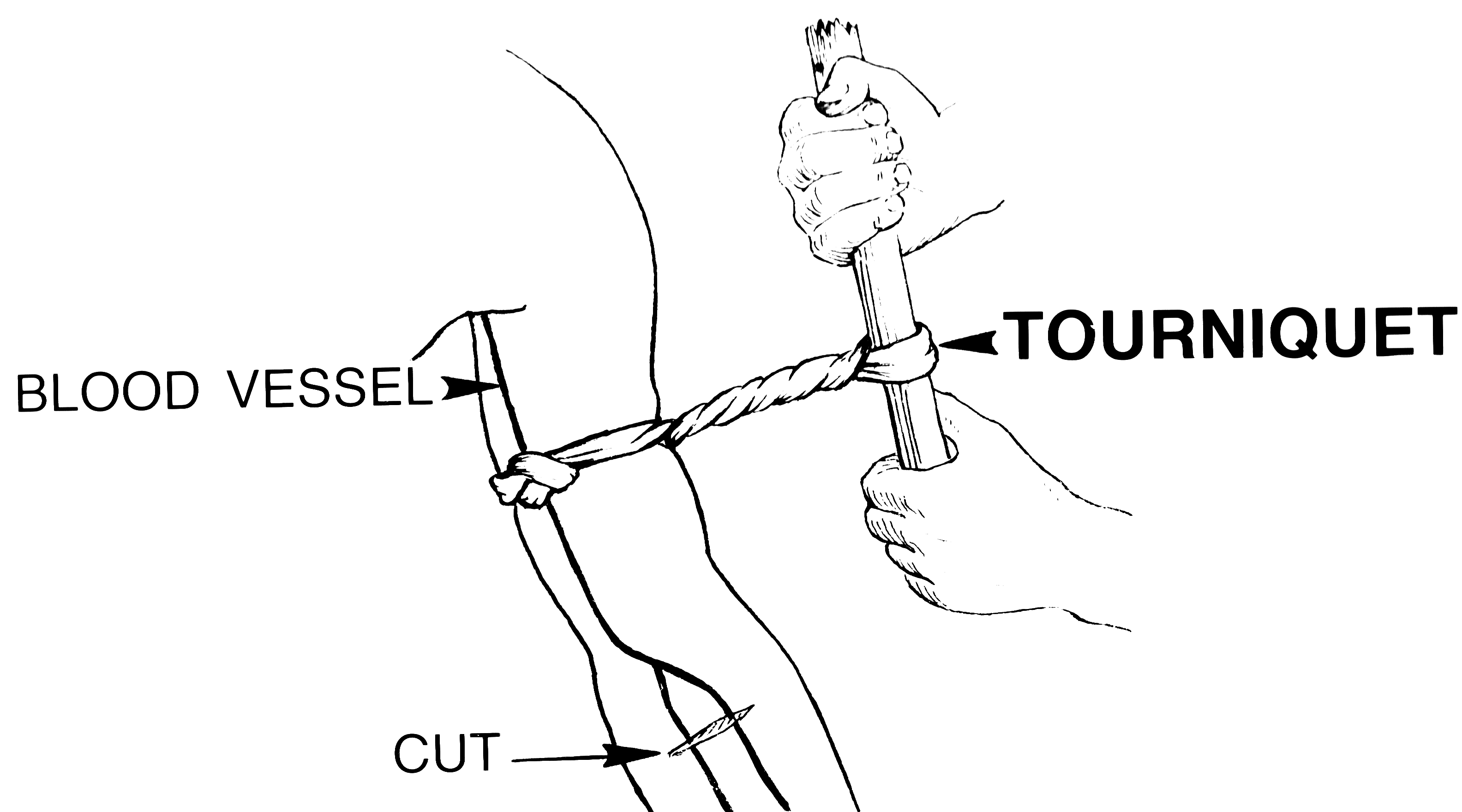
Система турнікета (використані підручні засоби.)

Стандартні джгути можна замінити широким ременем, шаліком, хусткою, будь-яким шматком матерії (відірвана штанка, рукав, штора та інш.). Тимчасову зупинку кровотечі роблять імпровізованим джгутом по типу закрутки. Матеріал складають у вигляді широкої стрічки, огортають кінцівку та зв'язують його кінці подвійним вузлом, в який вставляють міцну, коротку паличку. Повертаючи її, затягають джгут-закрутку. В місці схрещування найчастіше «защипується» шкіра, від чого критично підсилюється біль, та пізніше утворюється синець(можливо гематома). За умови, що постраждалий знаходиться в свідомості та не має інших загроз для його життя, в місці перехресту можна підкласти валик з бинта, чи невеликий шматок твердої тканини, для зменшення травматизацію м'яких тканин. Імпровізований джгут завжди важче накласти ефективно. При довготривалому транспортуванні, щоб імпровізований джгут не розкручувався, паличку прив'язують (до кінцівки; прибинтування не фіксує паличку добре і за короткий проміжок часу джгут послаблюється).

## Якість медичних турнікетів
Медичні турнікети, які використовують цивільне населення та військові повинні мати відповідну сертифікацію. 
Турнікети випускаються в кількох забарвленнях: чорний (та його темні відтінки), брудно-зелені (олива), пісковий (койот) — для військових; сині, оранжеві і рідше сірі та жовті для мирного часу.
Турнікети, які рекомендовані американським комітетом ТССС (Tactical Comat Casualty Care, ТССС) підлягають жорсткому контролю на кожному етапі, що гарантує відповідність стандартам та надійну зупинку кровотечі.
Комітет ТССС рекомендує: CAT, SOFTT-W, SAM XT, TMT, турнікети з храповим механізмом RMT, TX2, TX3.
Три види українських турнікетів наразі тестують на відповідність стандартам ТССС.
До турнікету є ряд вимог:
- основні:
  - Ефективність (наприклад, стабільність кровозупинного ефекту при довготривалому застосування турнікету, відсутність критичних травмувальних впливів)
  - Збереження функціональності при довготривалій (і/чи короткотривалій) зміні умов зовнішнього середовища (холод, спека, дощ, забруднення)
  - Зручність та швидкість застосування (наприклад, як легко взяти кінець турнікету у рукавицях, можливість застосувати ефективно турнікет наклавши його поверх одягу, середній час досягнення кровозупинного ефекту, можливість  застосування лише однією рукою)
- додаткові
  - Ступінь больового відчуття при досягненні кровозупинного ефекту
  - Розмір та вага
  - Вартість
  - Забарвлення

Якщо турнікет не відповідає вказаним вимогам, не здатен зупинити критичну кровотечу та утримувати початкове закріплене затиснення, то він вважається неякісним. Внаслідок застосування неякісних турнікетів навіть при дотриманні усіх необхідних правил надання ПМД та накладання турнікету для зупинення критичної кровотечі наступає смерть потерпілого від втрати крові за дуже короткий час, коли турнікет втрачає властивість тиснення.

## Застосування
Порядок застосування турнікетів в Україні закріплений в Методичних рекомендаціях щодо надання екстреної медичної допомоги постраждалим на догоспітальному етапі в умовах бойових дій/воєнного стану.
Джгут (турнікет) накладають при пошкодженні магістральних судин та високому ризику смерті пораненого від критичної кровотечі, в тому числі при бойовій травмі. 
Слід також розглядати у випадку некритичної кровотечі, (коли кров помітна, але не витікає, зупиняється самостійно, або після накладання пов'язки) необхідність накладання тиснучої пов'язки з тугою тампонадою рани, при якій зберігається кровопостачання тканин, та ризик їх некрозу мінімальний.
Джгут може знаходитися на кінцівці не більше 2 годин, щоб не спричинити некроз тканин. Тому необхідно на спеціальній бірці, закріпленій на джгуті, вказати час його накладання.
 За відсутності таких бірок, час пишуть на відкритих ділянках шкіри пораненого. Кінцівку при накладанні джгута необхідно іммобілізувати, вклавши її у зручному підвищеному положенні. Поранений зі джгутом повинен бути негайно відправлений у лікувальний заклад для кінцевої зупинки кровотечі або до відповідного пункту на етапах медичної евакуації. Закріплений джгут не розпускати до прибуття до стаціонарного лікувального закладу, його може зняти лікар лікувального закладу для проведення наступних медичних маніпуляцій кінцівки/кінцівок потерпілого.
Джгут накладають центральніше пошкодженої ділянки: при пораненні кінцівки — на будь-якому рівні стегна, верхній кінцівки — на плечі, окрім середньої її третини через небезпеку стискання нервових стовбурів. Для захисту шкіри від защемлення під джгут підкладають м'яку підкладку, розправлену частину одягу, шар вати, хустинку.
Якщо на передпліччі чи гомілці з першого разу не вдається зупинити кровотечу джгутом, необхідно перемістити джгут відповідно на плече чи стегно (там де є одна кістка).
При правильному накладанні джгута кровотеча зупиняється (спочатку сповільнюється і до 15 секунд зупиняється), зникає пульсація на периферійній артерії, кінцівка дистальніше джгута блідне. Слабко затягнутий джгут викликає венозний застій та посилює кровотечу з рани. Надмірне перетискання джгутом кінцівки або невірне розміщення місця накладання джгута може призвести до стискання нервів із наступними паралічами.
При складних поранення (особливо у воєнний час) може виникати необхідність накладати другий джгут (поруч біля уже накладеного).
У мирний час при масових ураженнях (стихійні лиха, катаклізми різного генезу) постраждалих з накладеним джгутом помічають пов'язками з яскравими чи контрастними кольорами (наприклад червоним, яскраво-оранжевим). У деяких країнах, як то Англії, Німеччині, США, самі турнікети роблять з матеріалу забарвленого яскраво-оранжевим кольором.
Необхідно докласти всіх зусиль, щоб провести конверсію турнікетів до того, як мине 2 години, якщо кровотечу можна контролювати іншими засобами.

## Моделі

#### США
- C-A-T Tourniquet виробництва NA Rescue
- SOFT Tourniquet виробництва TacMedSolution

#### Україна
- СІЧ (SICH-TOURNIQUET) («СІЧ Україна»)[19]

У 2022, Львівський приладобудівний завод також виготовив прес-форму для виготовлення воротків для турнікетів за принципом C-A-T.

### Відео
- Огляд вітчизняних кровоспинних медичних турнікетів, youtube, 2015, 16хв 47сек
- Техніка накладання кровоспинного турнікету однією рукою., youtube, 2020, 2хв 18сек